# Arbonne-la-Forêt
Arbonne-la-Forêt – miejscowość i gmina we Francji, w regionie Île-de-France, w departamencie Sekwana i Marna.
Według danych na rok 1990 gminę zamieszkiwały 762 osoby, a gęstość zaludnienia wynosiła 51 osób/km² (wśród 1287 gmin regionu Île-de-France Arbonne-la-Forêt plasuje się na 697. miejscu pod względem liczby ludności, natomiast pod względem powierzchni na miejscu 168.).